# الحكمة اليمانية (مجلة)
مجلة الحكمة اليمانية هي مجلة علمية جامعة صدرت في نهاية الثلاثينيات ومطلع الأربعينيات من القرن العشرين في اليمن إبان حكم الإمام يحيى حميد الدين، وقد صدر العدد الأول منها في ديسمبر 1938م من صنعاء، وصدر العدد الأخير في فبراير/ مارس 1941م، وكانت تطبع في المطبعة الوحيدة التي خلَّفها الأتراك والتي لم تكن تستخدم إلا بإذن الإمام شخصيا.
رأس المجلة عمليا السيف عبدالله، نجل الإمام يحيى، ووزير المعارف يومها، وشكليا برئاسة أحمد عبد الوهاب الوريث الذي يسمِّ نفسه بذلك؛ بل لقد أشار في أول مقاله في العدد الأول بالقول: «وقد اقترح حضرة الرئيس حفظه الله» يقصد السيف عبد الله.
أراد السيف عبد الله تقليد الآخرين ومجاراتهم وخاصة مصر، بمجلة تصدر من بلده المتهم بالانغلاق والجمود والتخلف، فاستطاع إقناع والده على مضض بذلك، رغم تحسس الإمام من خطر مشروع كهذا، واعتباره مظهرا من مظاهر «العصرنة» التي تخالف الإسلام، فيما أراد الوريث ورفاقه من المثقفين المستنيرين فتح نافذة للتنوير وكوة للضوء تحت أي مسمى، وبأي ثمن، وكانت كذلك بحق، وقد طرقت مواضيع مهمة.

## مدرسة صحفية
شكلت مجلة الحكمة اليمنية مدرسة صحفية جادة ظلت مُلهمة لمن بعدهم من الجيل الثاني للثوار، بل لقد تبنى اتحاد الأدباء والكتاب اليمنيين “الموحد” في السبعينيات تسمية مجلته الصادر عنه من عدن بهذا الاسم «الحكمة» تقديرا لهذا الاسم وللدور النضالي العريق للمجلة ورجالاتها. وخلال هذه الفترة القصيرة تمت الكتابة فيها إلى جانب الأدب والأخلاق والشعر أيضا عن الزراعة والاقتصاد والإدارة والصحة؛ بل والرياضة، وتحديثها بما يلائم المرحلة، ناهيك عن سلسلة مقالات «الإصلاح»، سواء للوريث أو للمطاع من بعده، وما الإصلاح من وجهة نظر الإمام إلا التخريب والتمرد والخروج.

## توقف الصدور
كان الإمام يحيى يتحين الفرصة لإغلاق هذه المجلة بسبب معالجاتها وسياساتها المعارضة حتى أتت الحرب العالمية الثانية التي أعطته الفرصة لإغلاق هذه المجلة بعذر قلة الورق وندرته بسبب الحرب مما أدى إلى إغلاقها في مارس 1941م في العدد 28، وبعده توقفت تماماً عن الصدور.